# Місяць Юпітера
«Місяць Юпітера» (угор. Jupiter holdja) — угорська фантастична драма 2017 року, поставлена режисером Корнелем Мундруцо. Фільм було відібрано для участі в основній конкурсній програмі 70-го Каннського міжнародного кінофестивалю (2017) у змаганні за Золоту пальмову гілку.

## Сюжет
Молодого сімнадцятирічного сирійського біженця Ар'яна підстрелили під час нелегального перетину кордону з Угорщиною. Після поранення він виявляє в собі здатність літати. Ар'яну вдається втекти з табору для біженців за допомогою доктора Штерна, який спонсорував проєкт з метою розвинути його екстраординарну здатність. Переслідувані директором табору двоє чоловіків вирушають на пошуки грошей і безпечного місця. Захоплений неймовірним даром Ар'яна, Штерн вирішує зосередитися на світі, де дива можна продати.

## У ролях
| • Мераб Нінідзе    | … | доктор Штерн |
| • Жомбор Єгер      | … | Араян        |
| • Дьєрдь Черхальмі | … | Лазло        |
| • Моні Бальшаї     | … | Віра         |
| • Петер Гауманн    | … | Жентаї       |
| • Бригітта Егед    | … | Едіт         |

## Знімальна група
- Автори сценарію — Корнель Мундруцо, Ката Вебер
- Режисер-постановник — Корнель Мундруцо
- Продюсери — Вікторія Петраньї, Віола Фюген, Мішель Меркт, Міхаель Вебер
- Співродюсери — Олександр Бор, Фредрік Цандер
- Лінійний продюсер — Юдіт Шуш
- Виконавчі продюсери — Джулія Беркс, Естер Гярфас
- Оператор — Марсель Рев
- Композитор — Джед Курзель
- Монтаж — Давид Янчо
- Художник-постановник — Мартон Аг
- Художник по костюмах — Сабіна Грюнінг
- Художник-декоратор — Панні Луттер
- Артдиректор — Зофія Таснейді
- Підбір акторів — Ката Вебер

## Нагороди та номінації
| Список нагород та номінацій (Список не є вичерпним) | Список нагород та номінацій (Список не є вичерпним) | Список нагород та номінацій (Список не є вичерпним) | Список нагород та номінацій (Список не є вичерпним) | Список нагород та номінацій (Список не є вичерпним) | Список нагород та номінацій (Список не є вичерпним) |
| Кінопремія                                          | Дата церемонії                                      | Категорія                                           | Номінант(и)                                         | Результат                                           | Дж                                                  |
| --------------------------------------------------- | --------------------------------------------------- | --------------------------------------------------- | --------------------------------------------------- | --------------------------------------------------- | --------------------------------------------------- |
| Каннський міжнародний кінофестиваль                 | 28.05.2017                                          | Золота пальмова гілка                               | Місяць Юпітера                                      | Номінація                                           | [ 2 ]                                               |
| Кінофестиваль у Сіджасі                             | 2017                                                | Найкращий фільм                                     | Місяць Юпітера                                      | Перемога                                            |                                                     |
| Норвезький міжнародний кінофестиваль                | 2017                                                | Приз «Андреас»                                      | Місяць Юпітера                                      | Перемога                                            |                                                     |
| Угорський тиждень кіно                              | 2018                                                | Найкращий кінооператор                              | Марсель Рев                                         | Перемога                                            |                                                     |
| Угорський тиждень кіно                              | 2018                                                | Найкращі візуальні ефекти                           | Мартон Аг                                           | Перемога                                            |                                                     |